# Англійський клуб (Катеринослав)

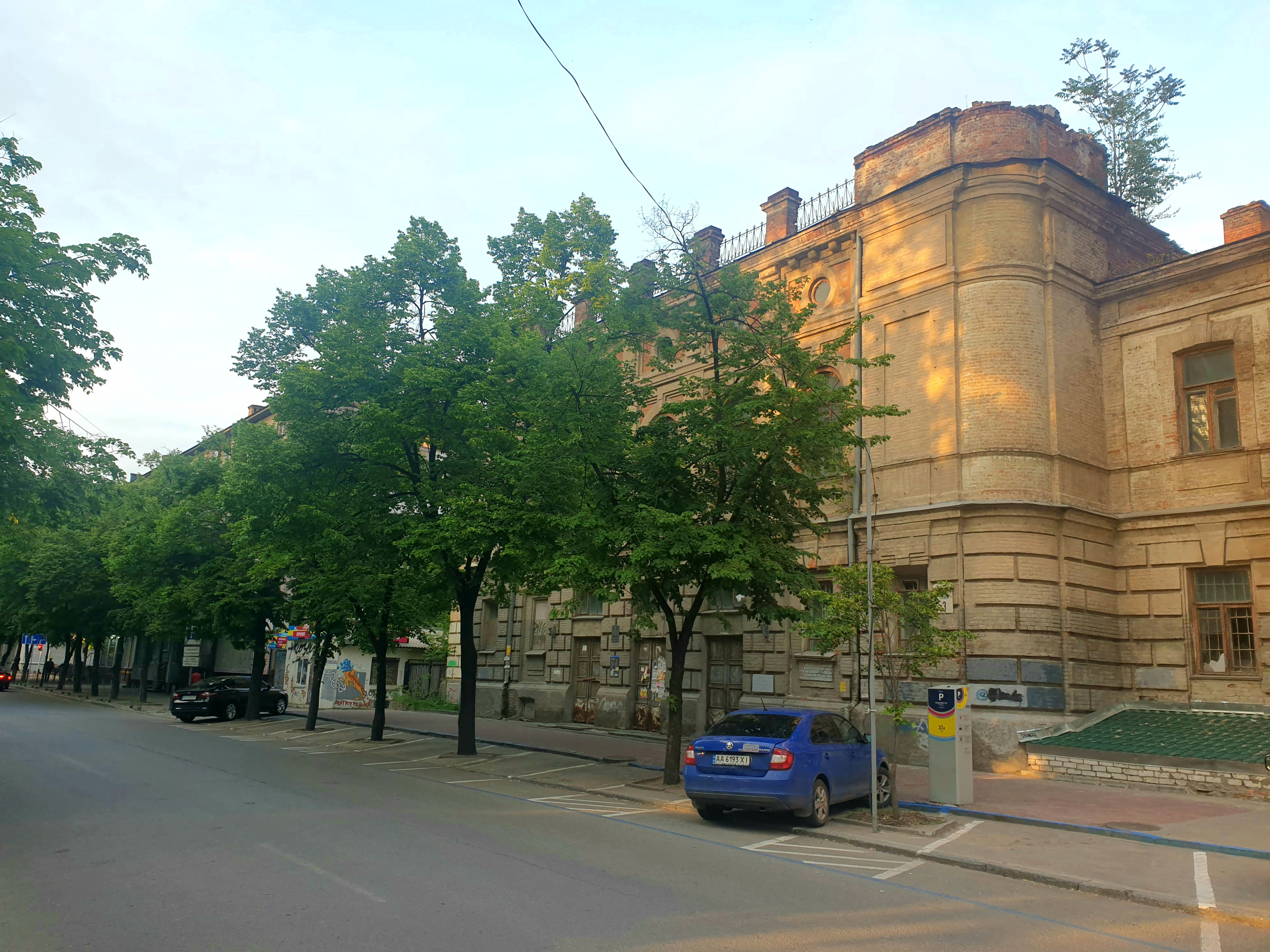
Будівля Англійського клубу у 2021 році.

Катеринославський Англійський клуб —  джентльменський клуб у Катеринославі в 1838–1920 роках. Найстаріший  клуб міста. Один із Англійських клубів, що існували в містах Російської імперії. Заклад культурного дозвілля для катеринославського дворянства, купецтва, чиновників.

## Заснування і початковий період
Англійський клуб засновано 13 (за новим стилем — 25) грудня 1838 року постановою катеринославського цивільного губернатора. Про початковий період діяльності клубу мало що відомо, оскільки архів згорів під час пожежі  в літньому приміщенні 29 червня 1897 року, а справа № 239 «Про відкриття Англійського клубу» була загублена в губернській канцелярії на початку XX століття. Тому дата заснування взята з §1 Статуту Клубу.
Клуб отримав назву «Англійського», оскільки таку назву мали вищі заклади такого роду в столицях Російської імперії Санкт-Петербурзі (рік відкриття 1770) та Москві (1772). Однак, на відміну від столичних, де членами були дворянство та аристократія, у Катеринославі до клубу входили також і купці та чиновники, що пов'язано з обмеженістю кола міської еліти: населення міста складало від 8 до 10 тисяч осіб.
За Статутом Клуб мав працювати по неділях і середах. У вечірній час тут збирались чоловічі компанії (жінки допускались тільки на Різдво і Новий Рік). Час проводили за грою в карти, курили, обідали, снідали, За §38 кожен член клубу мав право вимагати не тільки пунш, грог, але і люльку з тютюном, за §41 невиправні боржники з карткової гри, не тільки виключалися з клубу, але їх імена заносили на «чорну дошку» до виплати боргу.
Згідно §6 Статуту членами-старшинами клубу завжди були цивільний губернатор і губернський предводитель дворянства.

## Перша будівля
Тривалий час клуб не мав власного приміщення й орендував приватні будинки або збирався в Потьомкінському палаці. Згодом члени клуби стали збиратись в будинку Бориса Штейна на розі вулиці Харківської та Катерининського проспекту. У роки німецької окупації міста будівля була зруйнована.

## Будинок Щербакова
Протягом 1850 -х — 1887 років Англійський клуб розташовувався в Будинку майора Щербакова на розі Катерининського проспекту і Воскресенської. Це був час розквіту клубу. Губернський архітектор Андрій Михайлович Достоєвський (брат письменника) писав про той період:

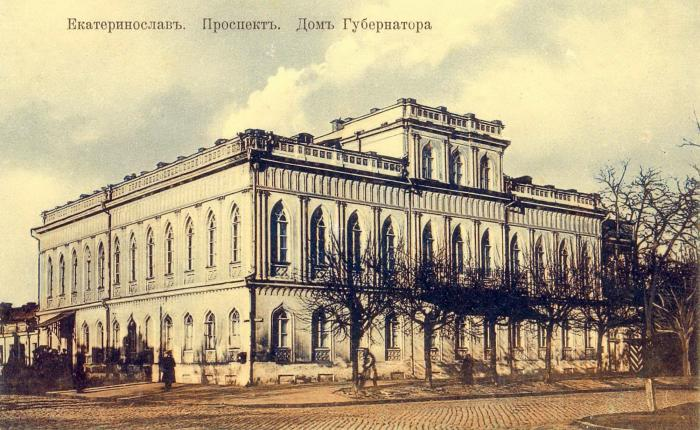
Будинок Щербакова (Будинок Губернатора). Початок ХХ століття

«став ходити в клуб, де потроху познайомився з усім містом. Мене обрали членом клубу, і я вечорами став відвідувати це злачне місце. Цей клуб був тоді єдиним в місті Катеринославі, він був всесословним; тут були членами і дворяни, і чиновники, і купці, а тому членів було, здається 300 чоловік, і клуб благоденствував. Багато потім я бачив клубів у інших містах, але організованого у Катеринославі 1860—1863 рр., я не зустрічав.»
Різдвяний візит до клубу коштував відвідувачу в 1 карбованець, а зібрана сума йшла на утримання дитячого притулку. У 1889 році для притулку зібрано 823 рублі, але сума була меншою ніж у 1888 році. А старожили клубу згадували, що раніше були роки коли притулок повністю утримувався з різдвяних зборів. Також Англійський клуб платив стипендію дітям найбідніших та осиротілих членів організації.
У 1880-х роках в Міському Саду (клуб був орендарем саду) діяв літній театр, де грали видатні актори того часу. Особливо популярними були українські трупи Марії Заньковецької, Миколи Садовського, Михайла Старицького.
У 1870-ті спадкоємці Щербакова вирішили продати будинок. Тривалий час ніхто не міг придбати будинок ціною у 60 тисяч рублів. У 1887 році будинок купив губернатор Дмитро Миколайович Батюшков під канцелярію та квартиру губернатора. З того часу будинок Щербакова отримав назву Будинок губернатора.

## Будівля на Воскресенській, 3
У 1880 році було оголошено Всеросійський конкурс на побудову нового клубу. Першу премію отримав Олександр фон Гоген за проєктом якого у 1890 -1891 роках було збудовано будівлю на вулиці Проточній, 3. До Різдва 1891 року Клуб вже приймав членів. Рішенням Міської Думи вулиця Проточна, названа через злиття річок Половиця (до 1884 року), Жабокряч і Кленовий байрак, була перейменована в Клубну, якою і залишалась до 1923 року.
Зовнішній фасад будівлі мав еклектично-класичні форми з яскраво вираженою рустовкою стін першого поверху, оригінальне оформлення віконних пройомів, напівциркульні вікна другого поверху, стилізовані карнизи.

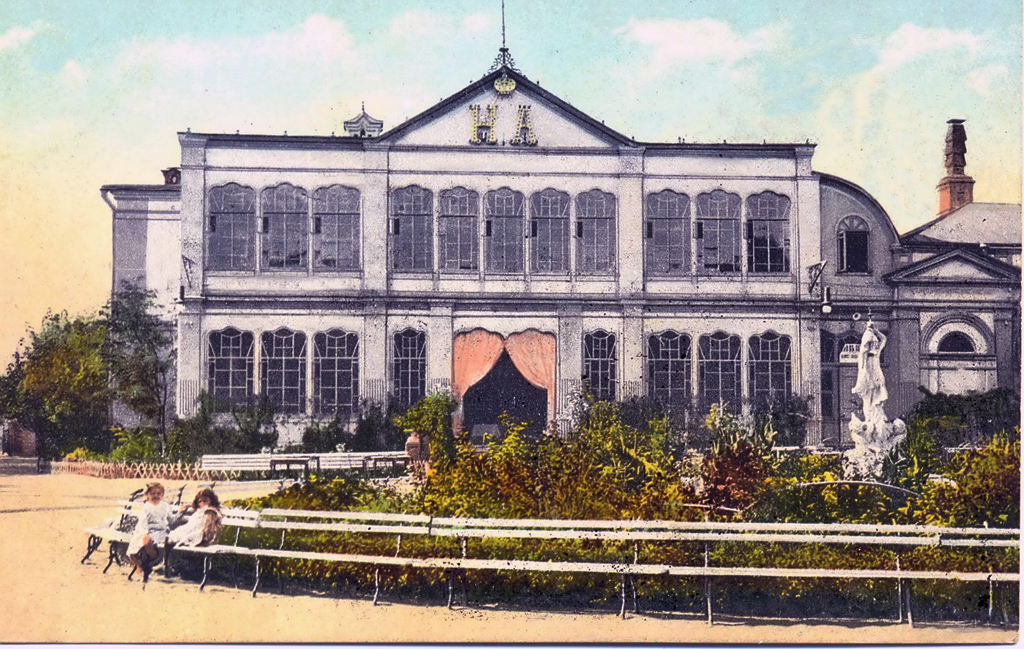
Англійський клуб зі сторони саду

Внутрішнє планування клубу відрізнялось багатством. Вестибюль з широкими мармуровими сходами, зала з балкономм оформленим ажурними залізними гратами, художнє оздоблення стелі, чепурні вітальні та кабінети. У будівлі був літній сад. Великі веранди виходили у двір клубу, де заклали затишний сад з літньою музичною сценою, фонтаном і клумбами. Англійський сад відвідували містяни до 1950 -х років.  Біля двору було відкрито літній театр із синематографом. Також у Міському Саду існував літній театр (згорів у 1921 році).
На початку XX століття Англійський клуб із закритого місця відпочинку для обраних чоловіків перетворився на розважальний заклад для усіх здатних заплатити за квиток, як і чоловіків та жінок. Другим нововведенням було те, що в стінах Клубу почали проходити заходи, влаштовані не тільки його старшинами й членами, а й іншими товариствами, які орендували приміщення для балів, маскарадів, концертів, танцювальних вечорів, лекцій. Приміром, саме тут 25 лютого (за старим стилем) 1914 року відбулося сторіччя з дня народження Шевченка, у якому взяли участь сотні свідомих українців Катеринославщини.
Також у клубі відбувалися гастрольні концерти Ф. Шаляпіна, М. Заньковецької, Л. Собінова, читали свої лекції Д. Дорошенко, А. Синявський, Д. Яворницький.

## Будівля театру Англійського клубу
Наприкінці 1900-х років було вирішено розширити приміщення Клубу, збудувавши прибудову для театру.

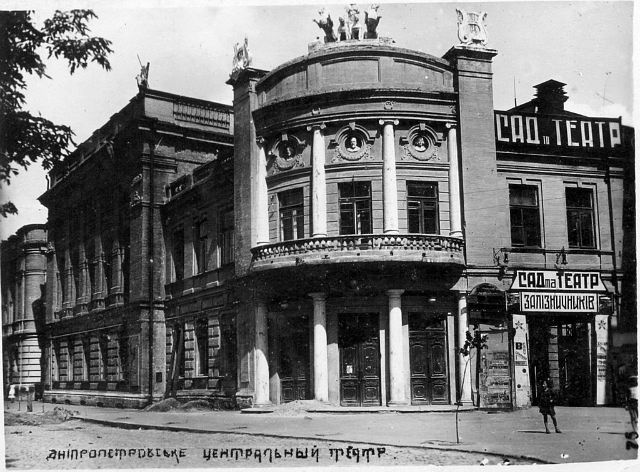
Театр колишнього Англійського клубу в 1921 році

Поруч із Клубом розташовувались канави, де річка Кленовий Байрак впадала у Жабокряч. Під час сильних дощів річки затоплювали Клубну вулицю. Наприкінці 1900-х років їх було закрито у колектор, над яким стали зводити будівлю театру Англійського клубу з концертною залою на 1500 глядачів. Архітекторами театру були катеринославський міський Ф. Ф. Булацель та А. М. Петровецький. Театр було відкрито 13 грудня 1913 року, в рамках урочистостей 75-річчя Клубу.
Театр став прибудовою до будівлі Англійського клубу. Театр мав фасад розташований півколом, прикрашений колонами із зображенням ліри та квадригою Аполлона — символом театрального мистецтва. Всередині розташувались зала на 1500 людей, два фоє, буфет і кімнати відпочинку. На фасаді театру з боку вулиці Воскресенської викарбовано дати «1838» — заснування Клубу і «1913»- побудови театру.
У старовинній залі театру збереглась стара обстановка — атланти, що підтримують балкон, гвинтові ґрати.

## Останні роки
З початком Першої світової війни 30 листопада 1914 року у клубних приміщеннях відкрили військовий шпиталь на 210 ліжок. Через війну влада заборонила гру в лото, що була однією з основних статей доходів. У зв'язку з чим газета «Южная Заря писала у жовтні 1914 року: „через становище, що склалося адміністрація клубів, наприклад, англійського, ставить питання про ліквідацію подальшої діяльності, оскільки без наявності лото клуб не може існувати.“
Після Жовтневого перевороту 1917 року приміщення Клубу зайняли «Клуб трудового юнацтва III Інтернаціоналу» та Всеукраїнський Центральний Виконавчий Комітет. У квітні 1918 Клуб відновив свою роботу.
Однією з останніх подій Англійського клубу став банкет у 1919 році з приводу взяття Катеринослава частинами Добровольчої армії, на якому головував генерал Шкуро.
У 1920 році в Катеринославі утвердилась радянська влада і Англійський клуб остаточно припинив свою діяльність.

## Доля приміщень
У 1924 році будівля колишнього Англійського клубу була віддана під «Об'єднаний клуб імені Ленінна» та «Будинок робітничої просвіти». У 1927 році приміщення Клубу було віддане під Будинок Червоної армії згодом Гарнізонний Будинок Офіцерів Радянської Армії та Гарнізонний Будинок Офіцерів  Збройних Сил України.  У 1941 році, під час німецько-нацистської окупації в приміщенні був Український клуб, а після його закриття з грудня 1941 по жовтень1943 року  приміщення разом із театром були передані Німецькому офіцерському клубу. Після визволення Дніпропетровська в будівлі знову розмістився Будинок Офіцерів. У 2000-ні роки будівля Клубу, що є архітектурною пам'яткою України національного значення, була покинута, внаслідок чого вона поступово руйнується.

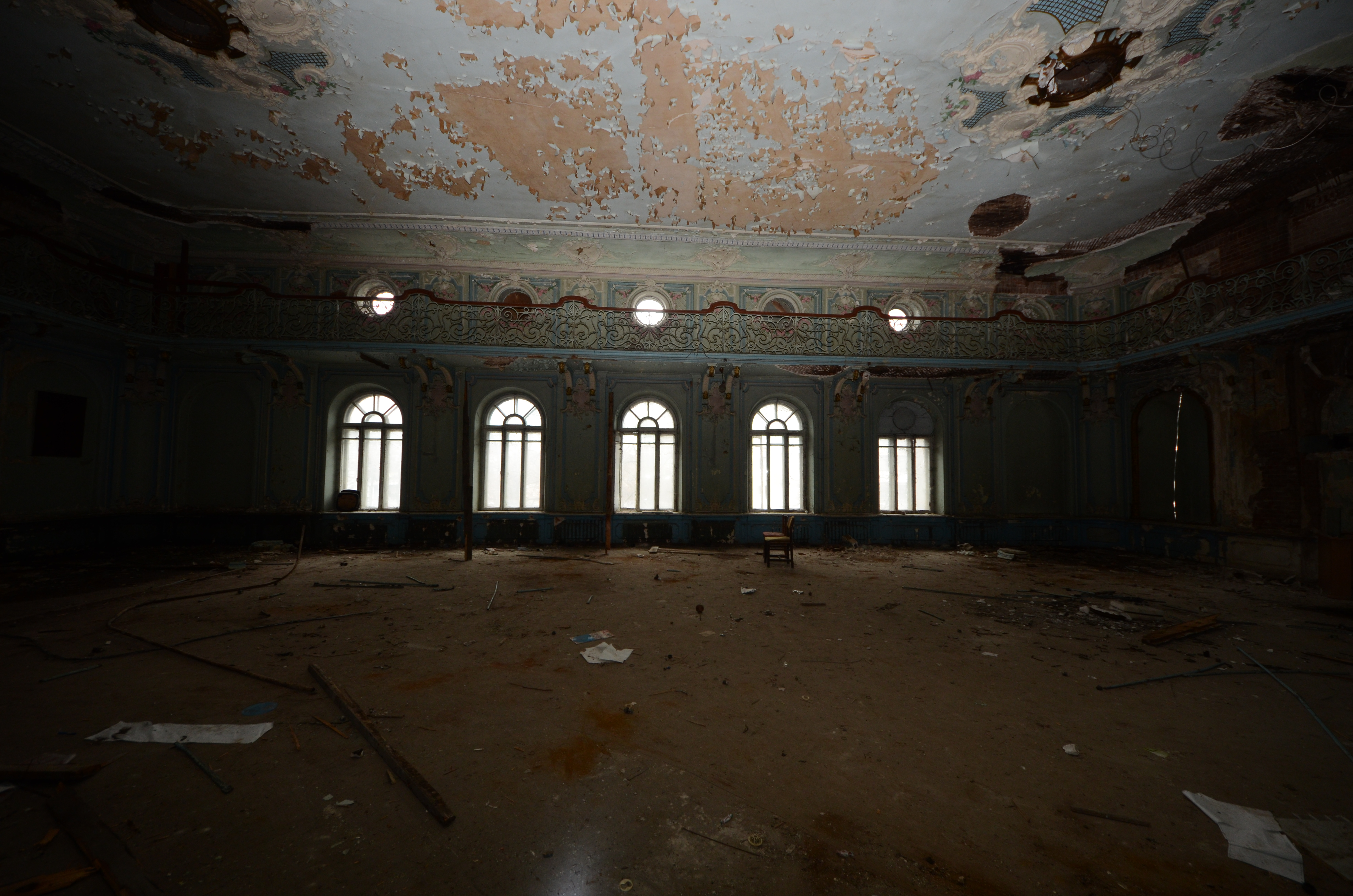
Занедбане приміщення Англійського клубу

Будівля перебуває у заставі Приватбанку. У 2021 році Клуб виставляли на продаж, але безрезультатно, липні 2023 року будівлю було повторно виставлено на аукціон. 3 жовтня 2023 року після четвертого аукціону будинок придбала компанія ТОВ «ПРОМТЕНС», яка запропонувала 10 мільйонів 405 тисяч 722 гривні.
Театр Англійського клубу та Англійський сад було віддано під сад і театр залізничників. У 1924 році було організовано Театр імені Леніна, згодом Центральний театр.
З осені 1927 року в будівлі розташовується Дніпровський академічний український музично-драматичний театр імені Тараса Шевченка.

## Члени Клубу
На початку XX століття членами Клубу були відомі дворяни Катеринослава В. В. Князев, М. В. Родзянко, В. Н. Ковалевський, З. С. Ловягін, Л. М. Сошкін, Д. С. Скоробагатов та інші.
Згідно зі складеною старшиною клубу М. М. Лучніком «Краткої історичної записки до 75 -річного ювілею Катеринославського клубу 1838—1913», у 1913 році членами клубу були 634 чоловік, з них 328 з вищою освітою, що складало понад 50 % складу. Членами Ради Старшин були В. Я. Гусєв, Н. Д. Аверкієв, Н. І. Назимко, М. М. Лучнік, І. М. Савченко, Н. Н. Коростовцев.